# Morelos (Estado de México)
Morelos è un comune del Messico, situato nello stato di Messico, il cui capoluogo è la località di San Bartolo Morelos.
Conta 29.862 abitanti (2010) e ha una estensione di 222,76 km².
La località è dedicata a José María Morelos y Pavón, eroe della guerra d'indipendenza del Messico.